# August Oppe
Friedrich August Oppe (* 1815 in Lößnitz; † 18. März 1887 in New York City) war ein sächsischer Kaufmann und Politiker, der während der Revolutionen 1848/1849 in Erscheinung trat.

## Leben
Oppe war ein Fabrikant und Kaufmann, der in der erzgebirgischen Stadt Lößnitz ansässig und als Stadtverordneter tätig war. Er entstammte einer angesehenen Lößnitzer Kaufmannsfamilie. Auf dem Landtag 1848 war er stellvertretender Abgeordneter des 13. städtischen Wahlkreises in der II. Kammer des Sächsischen Landtags, den Johann Kaiser vertrat. Ende 1848 war er Kandidat des Vaterlandsvereins für den 55. Wahlkreis der II. Landtagskammer, konnte sich aber nicht durchsetzen. Nachdem Wilhelm Michael Schaffrath die Mandatsannahme im 46., 47. und 48. Wahlbezirk für die I. Landtagskammer abgelehnt hatte, da er Vizepräsident der II. Kammer war und sein dortiges Mandat nicht aufgeben wollte, wurde Oppe in einer notwendigen Nachwahl zum Landtagsabgeordneten gewählt. Dem Landtag 1849 gehörte er ab seinem verspäteten Eintritt am 22. Februar 1849 bis zur Auflösung am 30. April 1849 an. Er agierte als Vertreter der äußersten Linken. Oppe beteiligte er sich aktiv am Dresdner Maiaufstand. Nach dessen Niederschlagung wurde er ab dem Frühsommer 1849 steckbrieflich gesucht. Gegen ihn wurden Schadensansprüche seitens der Staatsregierung und der Stadt Dresden erhoben und verfolgt, sein Vermögen beschlagnahmt und darüber der Konkurs eröffnet. Im Protokoll des Landtags 1850/51, für den die Mandatsverteilung des Landtags 1848 wieder galt, ist lapidar vermerkt, dass Oppe „den Bezirk verlassen“ und dadurch die Wählbarkeit verloren hätte.
Er entzog sich der strafrechtlichen Verfolgung und verließ als politischer Flüchtling das Königreich Sachsen. Oppe soll sich im Juni 1849 eine Weile in Basel aufgehalten haben. Danach wanderte er in die Vereinigten Staaten von Amerika aus und ließ sich in New York City nieder.  Oppes Ehefrau folgte ihm – wie die von Louise Otto-Peters redigierte Zeitschrift Frauen-Zeitung vermeldete – im Frühjahr 1850 nach Amerika. Seine Einbürgerung erfolgte am 16. Januar 1855.
Oppe starb am 18. März 1887 in New York City. Sein Tod wurde in der sächsischen Heimat im Wochen- und Nachrichtsblatt für die Städte Lichtenstein, Callnberg und die dahin einbezirkten Amtsortschaften kurz zur Kenntnis gegeben.